# Canelones
Canelones es una ciudad uruguaya, capital y centro administrativo del departamento de Canelones y municipio homónimo. Cuenta con una población de 24 185  habitantes, llegando a alcanzar los 27 338 habitantes el área de influencia de la ciudad que forma el Municipio de Canelones. Es una de las ciudades más importantes del departamento, ubicada en la zona sur de Uruguay.

## Geografía
La ciudad se ubica al oeste del departamento homónimo, sobre las costas del arroyo Canelón Chico, en el cruce de las rutas nacionales 5, 11 y 64. Se ubica además dentro del área metropolitana de Montevideo, a 28 kilómetros del departamento de Montevideo y a unos 40 kilómetros del centro la capital del país.

### Barrios
Las Canteras,
barrio San José,
barrio la Estación,
Parada Rodó,
barrio Mullins (o del Cementerio),
barrio Valdearcos,
barrio Olímpico,
barrio Fátima,
barrio Pío 10,
Caminos de las Carreras,
Paso Espinosa,
Paso Palomeque,
Covamca,
Las Violetas,
Centro,
barrio Coca Cola,
Tres Esquinas,
barrio Unión,
barrio Sur,
barrio Borbonet,
barrio Laureles,
La Unión,
calle ancha.

## Historia
Los primeros habitantes se afincaron en 1726 y el poblado creció luego de un loteo realizado hacia el año 1730. El proceso de conformación de la ciudad se consolidó con la llegada de inmigrantes canarios y gallegos en 1774. Llamada originalmente Villa de Nuestra Señora de Guadalupe, fue fundada el 24 de abril de 1783 por orden del virrey Juan José de Vértiz y Salcedo, cuando ya tenía 70 casas, capilla, casa capitular y cárcel. Es por esto que la historia reconoce como su fundador al presbítero Juan Miguel de la Laguna. A este se le autoriza la construcción de la iglesia parroquial (actual Catedral) y la gestión de las radicaciones de familias españolas después de 1774.
El 12 de mayo de 1811, previo a la batalla de Las Piedras, el general José Artigas situó sus tropas en la Villa Nuestra Señora del Guadalupe, en las cercanías del arroyo Canelón Chico.
La Villa de Nuestra Señora de Guadalupe llegó a ser capital de la Provincia Oriental en 1813, por nombramiento de José Gervasio Artigas, al ser elegido este Jefe provisional de los orientales. En la Provincia Oriental, con capital en Canelones, estando aquella al mando del Jefe de los Orientales, José Gervasio Artigas, se dictó el Reglamento provisorio de 1815, donde se dispuso el reparto de tierras para los más desfavorecidos, la abolición de la esclavitud, la alfabetización (creación de la primera biblioteca a cargo del Presbístero Dámaso Antonio Larrañaga); la aplicación de lo dispuesto en el Reglamento se vio interrumpida por el inicio de la invasión luso-brasileña.
El 27 de enero de 1816, por decreto del Cabildo de Montevideo, refrendado por José Gervasio Artigas, se creó el departamento de Canelones, uno de los primeros seis en que se dividía la Provincia Oriental y cuya primera jurisdicción se extendía desde el río Santa Lucía hasta Montevideo.
La proximidad con Montevideo, centro geopolítico de la Provincia Oriental, convirtió a Guadalupe en un escenario político de relevancia histórica. El 18 de diciembre de 1828 fue creada en Canelones la bandera nacional por la Asamblea General Constituyente y Legislativa del Estado a iniciativa del gobernador provisorio, Joaquín Suárez.
El tramo de ferrocarril que la une con Montevideo llegó en 1872 y el primer viaje fue realizado en 1874 (Montevideo-Durazno).
El 12 de octubre de 1892 se inauguró el parque Artigas, conocido también como El Prado.
Molinos, frigoríficos y diversas agroindustrias se establecieron allí a partir de 1900.
El 23 de marzo de 1916, por disposición de la Ley N.º 5.400, Canelones adquiere la categoría de "ciudad".

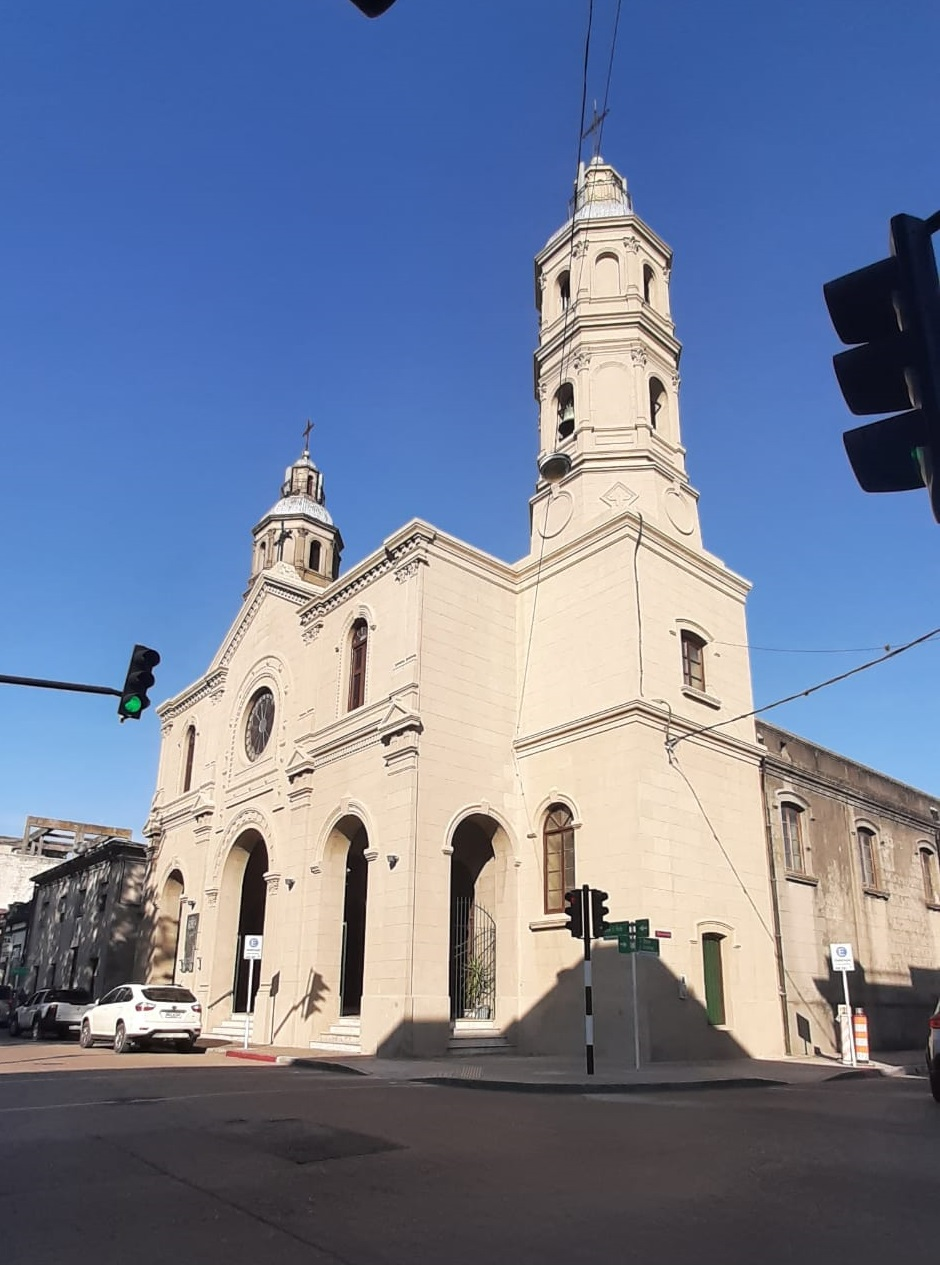
Catedral Nuestra Señora de Guadalupe en julio de 2021.

## Administración y política
La ciudad de canelones como capital del departamento homónimo es sede de la Intendencia de Canelones y de la Junta Departamental.

### Municipio
La ciudad está gobernada por el Municipio de Canelones cuyos representantes se eligen en las elecciones departamentales. 

## Población

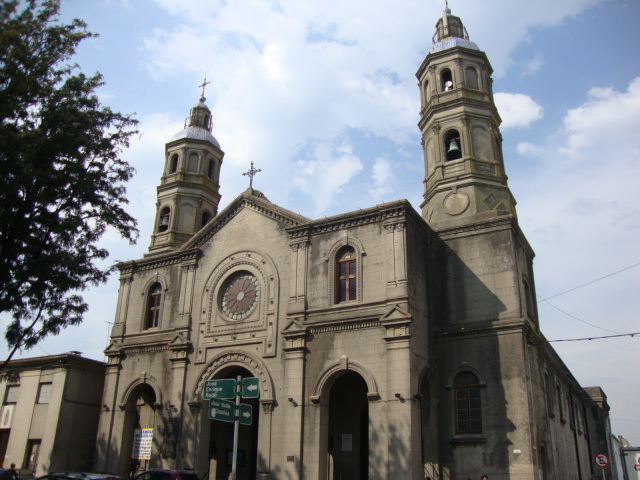
Catedral Nuestra Señora de Guadalupe.

Según el censo de 2011, la ciudad cuenta con una población de 19 865 habitantes, lo que la transforma en la capital departamental menos poblada del país. Mientras que el área de influencia de la ciudad dentro del Municipio de Canelones cuenta con una población de 27 338 habitantes
| 8 523         | 14 028 | 15 988 | 17 323 | 19 388 | 19 631 | 19 865 |
| (Fuente: INE) |        |        |        |        |        |        |

## Economía
Canelones se encuentra rodeada por una extensa zona donde predominan las pequeñas chacras, quintas, viñedos y tambos. Estos rubros tienen una importante demanda de trabajadores en las épocas de cosecha.
En el sector industrial se destacan los siguientes emprendimientos: Frigorífico Canelones (fundado en 1946 por la familia Ameglio), que exporta sus productos cárnicos a varios países del mundo., producción de vinos, y la empresa metalúrgica Calbinur (fabricante de cables).
En el sector de servicios se destaca el comercio de vestimenta y calzado.

## Educación
La ciudad cuenta, en materia de educación pública, con cuatro escuelas de educación primaria, y los liceos departamentales, Tomás Berreta y Atahualpa del Cioppo.
Además dispone de un centro de la Universidad del Trabajo del Uruguay (UTU), un Instituto de Formación Docente, donde se forma a los futuros maestros y profesores, y la Escuela Municipal de Artes y Oficios.
En cuanto a las opciones educativas privadas, en Canelones se encuentran el colegio María Auxiliadora y el liceo Guadalupe, ambos de confesión católica.
La ciudad cuenta con la Biblioteca Municipal Froilán Vázquez Ledesma, creada en 1945 que posee más de 30 000 volúmenes. Asimismo, se encuentra la biblioteca Gabriela Mistral.

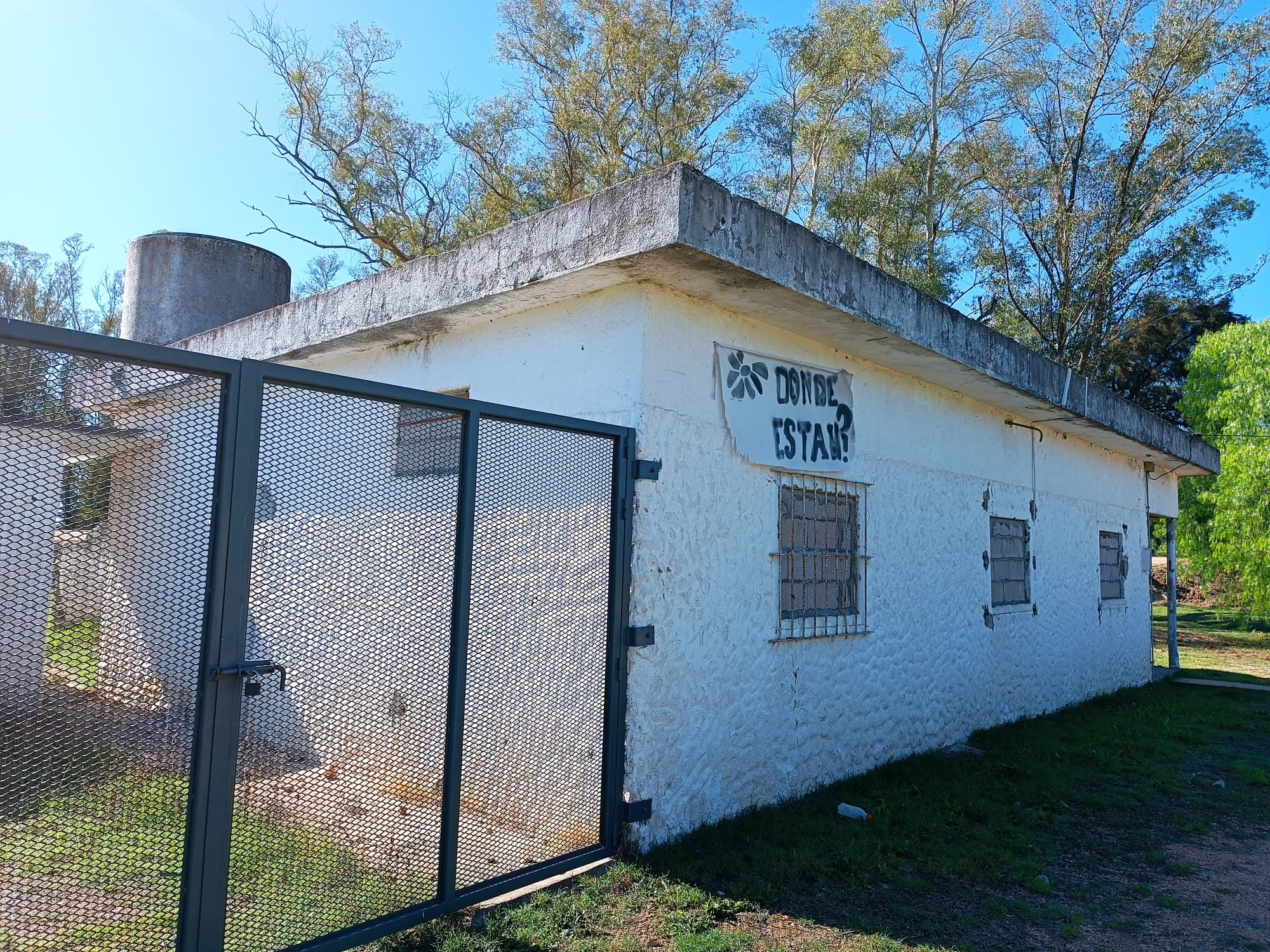
Sitio de memoria Los Vagones. En la imagen se aprecia una bandera con la inscripción "¿Dónde están?", en referencia a las víctimas desaparecidas en la última dictadura uruguaya.

En 2023 se inauguró el sitio de memoria Los Vagones de barrio Olímpico, donde funcionó un centro clandestino de detención y torturas por parte de la dictadura cívico militar. 

## Cultura
La ciudad de Canelones es sede de varias instituciones culturales del departamento, entre ellas el El Teatro Colón, el Teatro Politeama, creado en 1921, y el Teatro Eslabón, abierto al público en 1984. Encontrándose además los museos Tadei, en el Prado la ciudad y el museo Spikerman. Funcionan a nivel social el Centro comercial y social, fundado en 1921 y el Club social Canelones, creado el 25 de agosto de 1936.

### Deportes
En el Estadio Municipal Eduardo Martínez Monegal, con capacidad para 6000 personas, se disputan partidos de la liga departamental y de la Selección de Canelones. El Club Atlético Libertad, Darling Atlético Club y Liverpool F.C. son los principales equipos de fútbol de la ciudad. También existe un equipo de rugby, Canarios Rugby, y varios clubes y equipos de Bochas, entre los que destacan el Club Guadalupe y Los Paraísos. La ciudad también cuenta con un Gimnasio Municipal y una plaza de Deportes, "Profesor Raúl Legnani", que cuenta con una de las pocas piscinas techadas del interior del país. En 2014 se inauguró una pista de skate.

### Fiestas
En el mes de octubre se celebra la Fiesta de la Torta Frita.
En el mes de diciembre se realiza la Fiesta Nacional de la Bandera Nacional y el Pericón Federal.

## Salud
La ciudad cuenta, en el sector público, desde 1928, con el Hospital de Canelones Dr. Francisco Soca de la Asociación de Servicios de Salud del Estado.
En el sector privado cuenta con los servicios de la Corporación Médica de Canelones (FEMI) y sucursales descentralizadas de las mutualistas de Montevideo CASMU, Asociación Española, Médica Uruguaya y Círculo Católico (desde 1892).

## Parques y plazas
En la ciudad se encuentra el parque General. Artigas, con unas 20 ha de extensión, tradicionalmente conocido como el Prado, fue inaugurado el 12 de octubre de 1892. Previo a la Batalla de Las Piedras (1811), el general José Gervasio Artigas acampó en la zona que ahora ocupa el parque. Recientemente (2020) se han realizado reformas en el parque, orientadas a la apreciación y conservación del entorno del Arroyo Canelón Chico. Dichas reformas incluye la apertura de caminos y el acondicionamiento del viejo Molino Victoria y su represa.  
En la plaza principal, 18 de julio, se sitúa el Monumento a la Bandera, obra de Juan Clemente D'aniello, inaugurado en 1939 en homenaje al primer pabellón nacional; dicho monumento presenta, además, una imagen de Joaquín Suárez.
La plaza Paraguay, ubicada al norte de la ciudad, frente al edificio propiedad del municipio de Canelones, presenta un homenaje a Luis Alberto Brause y a Torres García. Se encuentra allí también el viejo control municipal de ómnibus.
Otra de las plazas es la Néstor Amaro Castro, ubicada en torno a la estación de trenes y al cementerio municipal. En ella se realiza la Fiesta de la Torta Frita.
La plaza Lidice, situada entre las calles Dr. Luis Alberto Brause, Vázquez Ledesma y Eduardo Martínez Monegal, lleva el nombre de un pueblo, de la entonces Checoslovaquia, exterminado por los nazis en la masacre de Lídice de 1942.

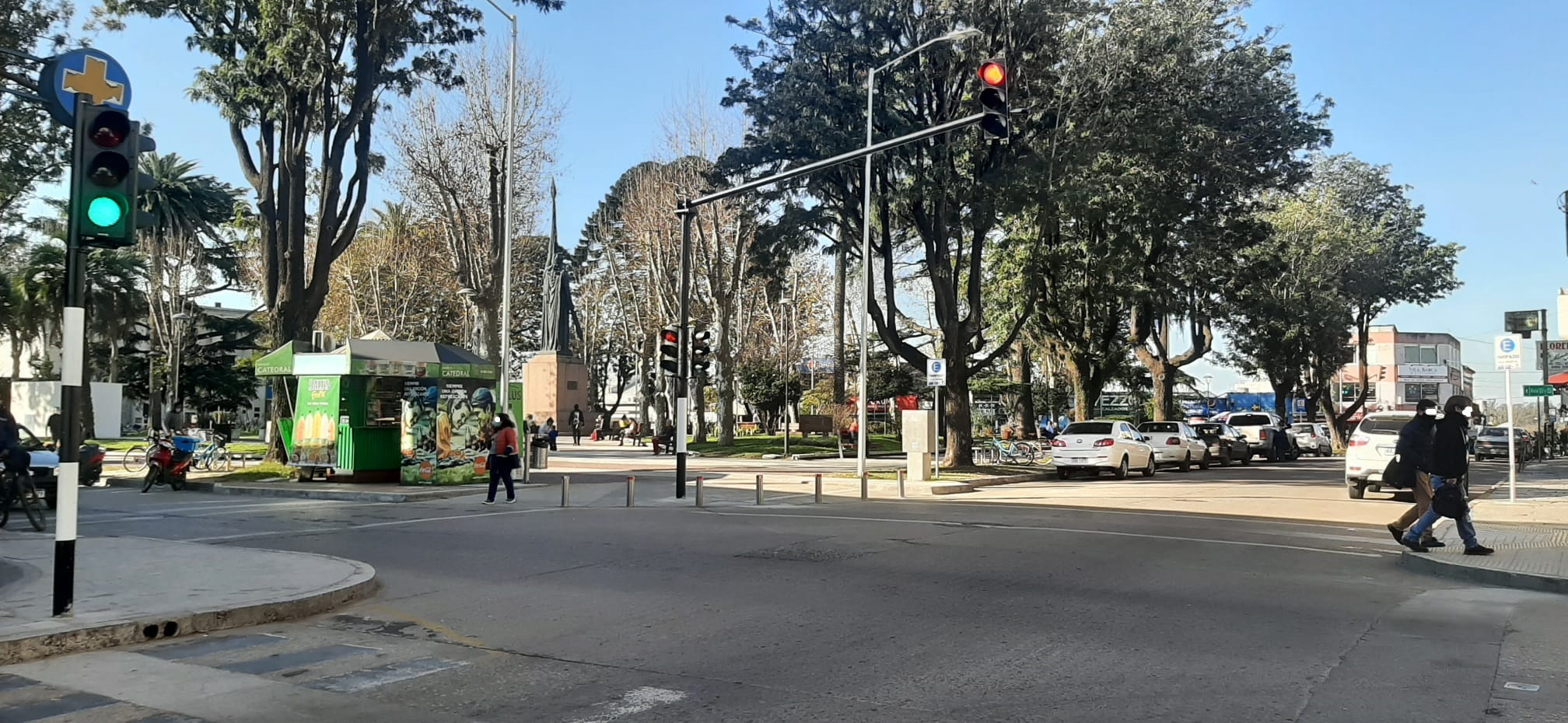
Plaza principal 18 de Julio

## Transporte

### Ferrocarril
Permite la comunicación de Canelones con Montevideo y la ciudad de Santa Lucía (actualmente, 2023, se encuentra fuera de servicio debido a las obras del ferrocarril central). 

### Carreteras
- Ruta 5: a través de la doble vía de esta carretera, se comunica al sur con Montevideo, Las Piedras, La Paz y Juanicó. Hacia el norte, y por vía simple, se conecta con Florida, Durazno, Tacuarembó y Rivera, entre otras ciudades y localidades del norte del país. En 2023 comenzaron las obras de ampliación de doble vía de ruta 5 hacia el norte, hasta la ciudad de Durazno.
- Ruta 11: esta carretera la comunica al este con Santa Rosa, San Jacinto y Atlántida; mientras que al oeste lo hace con Santa Lucía, San José y Ecilda Paullier.
- Ruta 64: la carretera al este conecta a Canelones con las rutas 46 (a Cerrillos, Aguas Corrientes y Santa Lucía) y al oeste con las rutas 81 y 63 (a San Ramón).
- Ruta 107: comunica a Canelones con la ciudad de Sauce.

### Aviación
En las afueras de la ciudad se encuentra el Aeroclub de Canelones, que desarrolla actividades de aviación y paracaidismo. Este fue fundado el 21 de julio de 1942. 

## Ciudades hermanadas
- Santa Fe, Argentina (14/08/2003).[15]
- Asunción, Paraguay (12/05/2016).[16]
- La Paz, Bolivia.